# Eparchia degli Stati Uniti, del Canada e dell'Australia
L'eparchia degli Stati Uniti, del Canada e dell'Australia (in bulgaro: Българска източноправославна епархия в САЩ, Канада и Австралия) è un'eparchia della chiesa ortodossa bulgara con sede nella città di New York presso la cattedrale dei Santi Cirillo e Metodio. L'eparchia conta un monastero e 28 chiese ed è divisa in tre vicariati: New York, Toronto e Melbourne.

## Parrocchie
L'eparchia conta 28 parrocchie, che sono raggruppate in tre vicariati: diciannove parrocchie appartengono al vicariato di New York, sette al vicariato di Toronto e due al vicariato di Melborune.

## Cronotassi dei metropoliti
- Andrea, (1939 - 9 agosto 1972, deceduto)
- Giuseppe I, (17 settembre 1972 - 4 settembre 1987, deceduto)
- Gelasio, (2 dicembre 1987 - 18 dicembre 1989, ritirato)
- Giuseppe II, dal 18 dicembre 1989